# Markakol
Markakol (nebo Markakul) (rusky Маркаколь) je jezero v Altaji ve Východokazachstánské oblasti v Kazachstánu. Má rozlohu 449 km², je 38 km dlouhé a dosahuje maximální hloubky 30 m. Leží v mezihorské kotlině mezi hřbety Kurčumskim na severu a Azutau na jihu v nadmořské výšce 1449 m.

## Pobřeží
Jižní břehy jsou příkré, zatímco severní jsou nížinné.

## Vlastnosti vody
Voda je sladká, mírně mineralizovaná. V létě se na povrchu prohřívá na 16 až 17 °С u dna je okolo 7 °С. Zamrzá v listopadu a rozmrzá v květnu.

## Vodní režim
Kolísání hladiny je menší než 1 m. Minimální vodní stav je od října do března a maximální v červnu a červenci. Do Markakolu ústí velké množství řek, které jsou napájeny převážně tajícím sněhem. Odtéká řeka Kaldžir (přítok Irtyše).

## Využití
Jezero je bohaté na ryby (lipan podhorní, střevle jezerní).